# Weeting
Weeting är en ort i Storbritannien.   Den ligger i grevskapet Norfolk och riksdelen England, i den sydöstra delen av landet, 120 km norr om huvudstaden London. Weeting ligger 11 meter över havet och antalet invånare är 1 790.
Terrängen runt Weeting är platt. Runt Weeting är det ganska tätbefolkat, med 144 invånare per kvadratkilometer. Närmaste större samhälle är Brandon, 1,9 km söder om Weeting. I omgivningarna runt Weeting växer i huvudsak blandskog.